# Jean Dyzès
Jean Dyzès (ou d'Izès, Dizès), comte d'Arène, né le 11 novembre 1742 à Bayonne et mort le 6 mars 1830 à Paris, est un homme politique français de la Révolution française

## Biographie
Né le 11 novembre 1742 à Bayonne, Jean d'Izès est le fils de Jean d'Izès, conseiller secrétaire du roi près la cour des Aides de Guyenne, et de Jeanne d'Izès, dame d'Issor. Il était conseiller au parlement de Navarre avant la Révolution française. Il avait acquis en 1784 la baronnie de Samadet du marquis d'Astorg. Il était avocat en 1789. 
Retiré dans ses terres des Landes, Dyzès fut appelé comme seigneur de Samadet à la réunion des trois États de la sénéchaussée des Landes le 16 mars 1789, convoqués par Pierre François de Neurisse, conseiller du Roy, lieutenant-général de la sénéchaussée des Landes. Il ne répondit pas à l'appel. 

### Mandat à la Législative
La France devient une monarchie constitutionnelle en application de la constitution du 3 septembre 1791. Le même mois, Jean Dyzès, qui est alors procureur-syndic des Landes, est élu député du département, le troisième sur six, à l'Assemblée nationale législative.  
Il siège sur les bancs de la gauche de l'Assemblée. En février 1792, il vote en faveur de la mise en accusation de Bertrand de Molleville, le ministre de la Marine. En avril, il vote pour que les soldats du régiment de Châteauvieux, qui s'étaient mutinés lors de l'affaire de Nancy, soient admis aux honneurs de la séance. En août, il vote en faveur de la mise en accusation du marquis de La Fayette.  
La monarchie prend fin à l'issue de la journée du 10 août 1792 : les bataillons de fédérés bretons et marseillais et les insurgés des faubourgs de Paris prennent le palais des Tuileries. Louis XVI est suspendu et incarcéré avec sa famille à la tour du Temple.  

### Mandat à la Convention
En septembre 1792, Jean Dyzès est réélu député des Landes, le cinquième sur six, à la Convention nationale. Dès le mois d'octobre, il est élu membre du Comité des finances.  
Il siège sur les bancs de la Montagne. Lors du procès de Louis XVI, il vote la mort et rejette l'appel au peuple et le sursis à l'exécution de la peine. En avril 1793, il vote contre la mise en accusation de Jean-Paul Marat. En mai, il vote contre le rétablissement de la Commission des Douze. 
Il fut en outre chargé de surveiller les comptes des hôpitaux. Avec Legot, il eut à dépouiller les documents trouvés chez Joseph Lebon.

### Consulat et Empire
Après la session de la Convention, il fut nommé simple commissaire du Directoire près de l'administration centrale des Landes.
Il serait peut-être resté longtemps encore à cet humble poste, si son ami et compatriote, Roger Ducos, ne l'en eût tiré, après le coup d'État du 18 brumaire, en le faisant appeler au Sénat conservateur, où il fut admis le 4 nivôse an VIII.
Rallié à la politique du premier Consul, ce dernier le nomma membre de la Légion d'honneur le 9 vendémiaire an XII, et commandant de l'Ordre le 25 prairial suivant. Le 26 avril 1808, l'Empereur le créa comte d'Arène et de l'Empire, sans doute du nom d'une terre qu'il possédait dans les Landes. Il siégea au Sénat jusqu'à sa dissolution en 1814.
Dyzès habitait, à Paris, au no 8 de la rue de Tournon. 

### Restauration
À la Restauration, Dizès se retira dans son pays natal. Malgré son attitude réservée pendant les Cent-Jours, le comte d'Arène fut atteint par la loi du 12 janvier 1816 (dite d'amnistie) qui condamnait les régicides ayant soutenu les Cent-Jours à l'exil : il dut quitter la France et fut rayé des matricules de la Légion d'honneur par décision royale du 2 mars de la même année.
Il fut néanmoins autorisé à rentrer en France.
Il mourut à l'âge de 88 ans, à Paris, le 6 mars 1830 (laissant une fortune considérable), en son domicile de la rue Saint-Marc no 1, d'où il écrivait, en 1821, au Dr Léon Dufour ces mots typiques dans la bouche et sous la plume d'un célibataire impénitent : « Quand on prononce le mot mariage, j'entends aussitôt le bruit des chaînes qu'il traine après luy ».

## Titre
- Comte d'Arène et de l'Empire (lettres patentes de 26 avril 1808, Bayonne) ;

## Distinctions
- Chevalier de la Légion d'honneur (9 vendémiaire an XII)
- Commandeur de la Légion d'honneur (25 prairial an XII).

## Armoiries
| Figure | Blasonnement |
|        | Armes du comte d'Arène et de l'Empire De sable aux trois pals d'or ; quartier de comte-sénateur. - Livrées : couleurs sable, jaune, bleu. |